# طوني روتر
طوني روتر (بالإنجليزية: Tony Rutter)‏ هو متسابق دراجات نارية إنجليزي. نافس في سباقات بطولة العالم لفئة 500 سي سي ولفئة 350 سي سي ولفئة 250 سي سي ولفئة 50 سي سي. كما شارك في كأس جزيرة مان السياحية.

## روابط خارجية
- طوني روتر على موقع MotoGP.com (الإنجليزية)